# Pont Vieux (Saint-Flour)
Pour les articles homonymes, voir Pont Vieux.
 (mars 2020).
Le Pont Vieux de Saint-Flour (Cantal) est l'un des plus antiques ponts de France. Son origine remonte au XIe siècle même s'il a subi nombre de transformation et rénovation. Il est situé dans le quartier du Faubourg, en ville basse.

## Histoire
Au fil des siècles, le pont a joué plusieurs rôles: économique, puisqu'il permet le passage d'une rive à l'autre de la rivière l'Ander, militaire, car contrôler ce pont c'était contrôler l'accès sud à la ville haute et fortifiée de Saint-Flour et religieux, car c'est là que se situait une recluserie.
Il y a plusieurs siècles, il se disait qu'habiter à proximité du pont, au Faubourg, était mauvais, car en temps de guerre cet endroit était couramment saccagé et brûlé. Toutefois, en temps de paix, les tavernes du Faubourg n'avaient pas forcément bonne réputation non plus et les altercations sanglantes y étaient fréquentes. Il a été construit pour relier la ville haute à son Faubourg, par delà la rivière l'Ander.
Ce vieux pont sur l'Ander,  affluent de la Truyère en rive droite, est inscrit au titre des monuments historiques par arrêté du 14 octobre 1946.

## Description
C'est un pont en pierre en arc de plein cintre. Pour le construire, il a fallu détourner le cours de l'Ander. Ce pont a été construit en dos-d'âne. Il comportait cinq arches au départ, toutes ne sont plus visibles aujourd'hui. Il a pu être fortifié mais il était laissé ouvert au trafic en temps de paix. Au Moyen Âge, il était recouvert d'une charpente de bois[réf. nécessaire].
Au XIIe siècle, une étroite loge fut construite sur le pont. Une personne y était enfermée et devait prier pour la ville, on la nommait la recluse. Elle était volontaire et restait enfermée jusqu’à sa mort. Elle recevait à manger par une étroite fenêtre. La recluserie du pont vieux fût détruite au XVIe siècle[réf. nécessaire].
Au centre, la chaussée fût créée pour le passage des charrettes et, sur les côtés, des trottoirs sont présents afin de permettre le passage des piétons.

## Restauration
En 1404, le pont fût partiellement reconstruit avec des pierres qui provenaient directement de maisons voisines détériorées. Il sera également restauré après la crue de 1733, puis en 1769 et sans doute de nombreuses fois ultérieurement.